# 哈桑二世清真寺
哈桑二世清真寺（阿拉伯语：‎）是摩洛哥的一座清真寺，位于卡薩布蘭卡（达尔贝达）的大西洋海岸上，其中三分之一的面积建在海上。因系前摩洛哥国王哈桑二世发起并捐资筹建，故名。1986年7月12日动工，1993年8月30日竣工，耗资近6亿美元。建筑面积2万平方米，宽100米，长200米，高60米；礼拜殿及广场可容纳10万人做礼拜。寺内宣礼塔高达210米，是世界最高的宣礼塔。男女沐浴室可容纳1400人沐浴。规模为世界第三大清真寺。另有伊斯兰教经学院、图书馆、讲演厅、会议厅等。